# دنیس هاوآیزن
دنیس هاوآیزن (انگلیسی: Dennis Haueisen؛ زادهٔ ۱۳ سپتامبر ۱۹۷۸) دوچرخه‌سوار اهل آلمان است.